# Bionic Woman (2007)
Bionic Woman (A Mulher Biônica no Brasil) é uma releitura de um seriado de televisão estadunidense da década de 1970. Esta série foi cancelada em 2008, após uma só temporada. No Canal FOX em Portugal a série estreou em Março de 2008.

## Sinopse
A Mulher Biônica era originalmente uma série de televisão da década de 1970 derivada O Homem de Seis Milhões de Dólares. Nesta nova versão, Jaime Sommers, a protagonista, interpretada por Michelle Ryan, sofre um acidente automobilístico e perde ambas as pernas, o braço direito, o olho direito e o ouvido direito. Graças a uma tecnologia ultra-secreta de um organização não governamental, ela ganha órgãos biônicos em substituição aos originais. Essa tecnologia foi desenvolvida pelo seu namorado, Dr. Will Anthros (Chris Bowers), que, sem o conhecimento dela, é um cientista governamental.
Como na primeira versão, ela passa a atuar para o Governo em missões secretas, utilizando as extraordinárias habilidades que adquiriu. Katee Sackhoff é a vilã da série, ela interpreta Sarah Corvus, que foi a primeira mulher biônica e tem seus próprios planos. O elenco principal se fecha com Miguel Ferrer, no papel de Jonas Bledsoe, chefe de Jaime, e Mark Sheppard como Dr. Anthony Anthros, pai de Will.
A produção é da NBC e o produtor-executivo é David Eick, o mesmo de Battlestar Galactica.  A roteirista Laeta Kalogridis explica que o foco da nova série seria o papel das mulheres profissionais na sociedade moderna e como elas conseguem conciliar todas as suas atribuições: "Estamos usando a ideia da inteligência artificial como uma metáfora para o sentimento das mulheres modernas do que é necessário para fazer tudo o que elas têm que fazer".
The Bionic Woman estreou nos Estados Unidos em 26 de setembro de 2007. No Brasil, ela estreou em 2008 no canal a cabo A&E e foi exibida na TV aberta pela Rede Record e SBT. Entretanto, só quatro episódios foram exibidos. Recentemente, a Rede Brasil de Televisão passou a exibir a série.

## Única temporada
O episódio-piloto mostra Jaime sofrendo um acidente de carro que dilacera suas pernas, o braço direito, o ouvido direito e o olho direito. Esses órgãos são substituídos por implantes eletromecânicos tão perfeitos que ninguém consegue distingui-los dos originais.
Na realidade, mais perfeitos, porque com eles Jaime pode correr a supervelocidade, furar uma parede com um soco, ver e ouvir a grande distância e em faixas do espectro que são inacessíveis para nós. Uma inovação em relação à primeira série é o implante de nanobots chamados antrócitos na corrente sanguínea de Jaime, graças a eles seus ferimentos se regeneram rapidamente. Outra novidade é um chip implantado em seu cérebro, que lhe ensina coisas como artes marciais (é uma verdadeira inteligência artificial).
Os episódios da primeira temporada seguem o roteiro do velho seriado: Jaime é enviada em missões de contraespionagem, mas desta vez os inimigos não são comunistas russos, mas terroristas árabes. Os melhores momentos são proporcionados pela personagem Sarah Corvus, a primeira mulher biônica, que enlouqueceu com os implantes e também corre o risco de que seu corpo rejeite os órgãos artificiais. Ela primeiro tenta matar Jaime por ódio, mas depois pede que esta a ajude a evitar a rejeição, através de um exame a que ela teria que se submeter nas mãos de Anthony Anthros, com o qual Sarah trabalha secretamente e que poderia descobrir os aperfeiçoamentos nos biônicos de Jaime.
Jaime não aceita porque teme ser usada por Anthros, um criminoso foragido. Sarah se enfurece porque sua única chance era essa "atualização" de seus biônicos. É provável que o conflito entre as duas atingisse seu clímax na segunda temporada, mais ainda porque Jaime descobre que seus biônicos também possuem prazo de validade: cinco anos.
O restante da temporada é marcado pela difícil convivência de Jaime com sua irmã adolescente e pela morte de Antônio, seu parceiro nas missões. Will Anthros também morre, ainda no piloto, mas, de outra parte, Jaime se envolve romanticamente com um agente da CIA. A série acabou sendo cancelada com apenas oito episódios produzidos, devido à queda de audiência.

## Episódios
| # | Título                           | Transmissão EUA | Transmissão Brasil - Record |
| - | -------------------------------- | --------------- | --------------------------- |
| 1 | "Second Chances"                 | 26/09/2007      | 6/07/2008 - 27/12/2009      |
| 2 | "Paradise Lost"                  | 03/10/2007      | 13/07/2008 - 03/01/2010     |
| 3 | "Sisterhood"                     | 10/10/2007      | 20/07/2008 - 10/01/2010     |
| 4 | "Face Off"                       | 17/10/2007      | 27/07/2008 - 17/01/2010     |
| 5 | "The Education Of Jaime Sommers" | 24/01/2007      | 24/01/2010                  |
| 6 | "The List"                       | 07/11/2007+     | 31/01/2010                  |
| 7 | "Trust Issues"                   | 14/11/2007+     | 07/02/2010                  |
| 8 | "Do Not Disturb"                 | 28/11/2007+     | 03/03/2010                  |